# نوف آیلون
نوف آیلون (به عبری: נוֹף אַיָּלוֹן) یک منطقهٔ مسکونی در اسرائیل است که در Gezer Regional Council واقع شده‌است.